# Rouzède
Rouzède település Franciaországban, Charente megyében. Lakosainak száma 232 fő (2022. január 1.). Rouzède Écuras, Le Lindois, Mazerolles, Montbron és Roussines községekkel határos.

## Népesség
A település népessége az elmúlt években az alábbi módon változott:
| Lakosok száma | 353  | 249  | 234  | 261  | 223  | 233  | 241  | 242  | 239  | 232  |
|               | 1968 | 1982 | 1990 | 2006 | 2013 | 2015 | 2017 | 2019 | 2020 | 2022 |